# Johann Philipp von Lamberg
Johann Philipp von Lamberg (Vienna, 25 maggio 1652 – Ratisbona, 21 ottobre 1712) è stato un cardinale e vescovo cattolico austriaco.

## Biografia
Johann Philipp von Lamberg nacque a Vienna il 25 maggio 1652 e venne battezzato il giorno seguente. Era figlio dello statista austriaco Johann Maximilian von Lamberg e diverrà zio del cardinale Joseph Dominik von Lamberg.
Compiuti i propri studi a Vienna e Passavia, si recò a studiare a Siena ove conseguì il dottorato in utroque iure (diritto canonico e civile) il 14 agosto 1673.
Prese parte personalmente alla guerra contro i Turchi e fu ambasciatore austriaco in diversi paesi tra cui in Polonia. Ricevuta la tonsura ecclesiastica e gli ordini minori il 29 gennaio 1668, ottenne il suddiaconato il 13 settembre 1684 ed infine il diaconato. Divenne canonico delle cattedrali di Passavia, Salisburgo e Olomouc. Venne nominato Consigliere imperiale.
Eletto vescovo di Passavia dal suo stesso capitolo il 25 maggio 1689, gli venne concesso di accedere alla carica pur non avendo ancora ricevuto il diaconato con una dispensa pontificia dell'11 gennaio 1690. Nel contempo, per la sua consacrazione a vescovo, gli venne garantita la dispensa ad essere nominato alla sede episcopale da un vescovo e da due abati operanti insieme dal momento che il 14 gennaio 1690 non vi erano disponibilità di vescovi nella zona che non fossero impegnati in altre questioni religiose o territoriali. Nominato commissario regio a Ratisbona, fu ministro plenipotenziario imperiale alla dieta di Ratisbona.
Creato cardinale presbitero nel concistoro del 21 giugno 1700, partecipò al conclave che sul finire di quello stesso anno elesse a pontefice Clemente XI. Il 3 gennaio 1701 ricevette la porpora cardinalizia ed il titolo di San Silvestro in Capite. Quindi egli ricevette dalla Santa Sede l'incarico di recarsi in visita dai diversi principi italiani nella ricerca di armate contro la Francia nella Guerra di successione spagnola. Divenne consigliere degli imperatori Leopoldo I, Giuseppe I e Carlo VI.
Nella sua corte di Passavia ebbe come Kapellmeister Georg Muffat e Benedikt Anton Aufschnaiter.
Morì il 21 ottobre 1712 nell'abbazia di Sankt Emmeram di Ratisbona. La sua salma, trasportata a Passavia, venne esposta pubblicamente nella cattedrale cittadina per poi venire sepolta nella cappella che egli stesso aveva fatto erigere nel chiostro della cattedrale.

## Genealogia episcopale e successione apostolica
La genealogia episcopale è:
- Cardinale Guillaume d'Estouteville, O.S.B.Clun.
- Papa Sisto IV
- Papa Giulio II
- Cardinale Raffaele Sansone Riario
- Papa Leone X
- Papa Paolo III
- Cardinale Francesco Pisani
- Cardinale Alfonso Gesualdo di Conza
- Papa Clemente VIII
- Cardinale Pietro Aldobrandini
- Cardinale Laudivio Zacchia
- Cardinale Antonio Barberini, O.F.M.Cap.
- Cardinale Marcantonio Franciotti
- Papa Innocenzo XII
- Cardinale Leopold Karl von Kollonitsch
- Cardinale Johann Philipp von Lamberg

La successione apostolica è:
- Vescovo Johann Raymund Guidobald von Lamberg, O.F.M.Cap. (1701)
- Arcivescovo Franz Anton von Harrach zu Rorau (1702)

## Ascendenza
|                                          |                                          |                                               | Genitori                                              |  |  | Nonni |  |  | Bisnonni                        |  |  | Trisnonni                   |  |
|                                          |                                          |                                               |                                                       |  |  |       |  |  | Sigismund, II barone di Lamberg |  |  | Kaspar, I barone di Lamberg |  |
|                                          |                                          |                                               |                                                       |  |  |       |  |  | Sigismund, II barone di Lamberg |  |  | Kaspar, I barone di Lamberg |  |
|                                          |                                          | Margarete Lang von Wellenburg                 |                                                       |  |  |       |  |  | Sigismund, II barone di Lamberg |  |  |                             |  |
| Georg Sigismund, III barone di Lamberg   |                                          |                                               |                                                       |  |  |       |  |  | Sigismund, II barone di Lamberg |  |  |                             |  |
|                                          |                                          | Siguna Eleonore Fugger                        | Johann Jakob Fugger, conte di Kirchberg e Weissenhorn |  |  |       |  |  |                                 |  |  |                             |  |
|                                          |                                          | Siguna Eleonore Fugger                        | Johann Jakob Fugger, conte di Kirchberg e Weissenhorn |  |  |       |  |  |                                 |  |  |                             |  |
|                                          |                                          | Siguna Eleonore Fugger                        | Ursula von Harrach                                    |  |  |       |  |  |                                 |  |  |                             |  |
| Johann Maximilian, I conte di Lamberg    |                                          | Siguna Eleonore Fugger                        |                                                       |  |  |       |  |  |                                 |  |  |                             |  |
|                                          |                                          | Hans Warmund, barone von der Leytter zu Behrn | Hans Christoph von der Leiter                         |  |  |       |  |  |                                 |  |  |                             |  |
|                                          |                                          | Hans Warmund, barone von der Leytter zu Behrn | Hans Christoph von der Leiter                         |  |  |       |  |  |                                 |  |  |                             |  |
|                                          |                                          | Hans Warmund, barone von der Leytter zu Behrn | Elisabeth von Hohenzollern                            |  |  |       |  |  |                                 |  |  |                             |  |
| Johanna von der Leiter                   |                                          | Hans Warmund, barone von der Leytter zu Behrn |                                                       |  |  |       |  |  |                                 |  |  |                             |  |
|                                          |                                          | Elisabeth von Thurn                           | Jakob von Thurn                                       |  |  |       |  |  |                                 |  |  |                             |  |
|                                          |                                          | Elisabeth von Thurn                           | Jakob von Thurn                                       |  |  |       |  |  |                                 |  |  |                             |  |
|                                          |                                          | Elisabeth von Thurn                           | Barbara von Thannhausen                               |  |  |       |  |  |                                 |  |  |                             |  |
| Johann Philipp von Lamberg               |                                          | Elisabeth von Thurn                           |                                                       |  |  |       |  |  |                                 |  |  |                             |  |
|                                          | Hynek, signore von Wrbna und Freudenthal | Jan, signore von Wrbna und Freudenthal        |                                                       |  |  |       |  |  |                                 |  |  |                             |  |
|                                          | Hynek, signore von Wrbna und Freudenthal | Jan, signore von Wrbna und Freudenthal        |                                                       |  |  |       |  |  |                                 |  |  |                             |  |
|                                          | Hynek, signore von Wrbna und Freudenthal | Johanka z Zierotin                            |                                                       |  |  |       |  |  |                                 |  |  |                             |  |
| Georg, conte von Wrbna und Freudenthal   | Hynek, signore von Wrbna und Freudenthal |                                               |                                                       |  |  |       |  |  |                                 |  |  |                             |  |
|                                          |                                          | Rebecca von Wrbna und Freudenthal             | Stepán, signore von Wrbna und Freudenthal             |  |  |       |  |  |                                 |  |  |                             |  |
|                                          |                                          | Rebecca von Wrbna und Freudenthal             | Stepán, signore von Wrbna und Freudenthal             |  |  |       |  |  |                                 |  |  |                             |  |
|                                          |                                          | Rebecca von Wrbna und Freudenthal             | Magdalena von Kannewurff                              |  |  |       |  |  |                                 |  |  |                             |  |
| Judith Rebecca von Wrbna und Freudenthal |                                          | Rebecca von Wrbna und Freudenthal             |                                                       |  |  |       |  |  |                                 |  |  |                             |  |
|                                          |                                          | Albrecht Bruntálsky z Vrbna                   | Jan Bruntálsky z Vrbna                                |  |  |       |  |  |                                 |  |  |                             |  |
|                                          |                                          | Albrecht Bruntálsky z Vrbna                   | Jan Bruntálsky z Vrbna                                |  |  |       |  |  |                                 |  |  |                             |  |
|                                          |                                          | Albrecht Bruntálsky z Vrbna                   | Katharina von Zierotin                                |  |  |       |  |  |                                 |  |  |                             |  |
| Helena Bruntálsky z Vrbna                |                                          | Albrecht Bruntálsky z Vrbna                   |                                                       |  |  |       |  |  |                                 |  |  |                             |  |
|                                          |                                          | Johanna Sedlnitzky von Choltitz               | Wenzel Sedlnitzky von Choltitz                        |  |  |       |  |  |                                 |  |  |                             |  |
|                                          |                                          | Johanna Sedlnitzky von Choltitz               | Wenzel Sedlnitzky von Choltitz                        |  |  |       |  |  |                                 |  |  |                             |  |
|                                          |                                          | Johanna Sedlnitzky von Choltitz               | Eleonora Sup von Füllenstein                          |  |  |       |  |  |                                 |  |  |                             |  |
|                                          |                                          | Johanna Sedlnitzky von Choltitz               |                                                       |  |  |       |  |  |                                 |  |  |                             |  |